# ビトウィーン (ジョージア州)
ビトウィーン（英: Between）は、アメリカ合衆国のジョージア州にある町。人口は148人（2000年国勢調査）である。

## 地名の由来
州の二大都市、アトランタとアセンズとのおよそ中間地点に位置するのが町名の由来である。また郡の二大都市、ローガンビルとモンローとの中間でもある。

## 地理
国勢調査局によると、町の総面積は2.3平方キロ（0.9平方マイル）で、全域が陸地である。

## 人口動態
2000年の国勢調査によると、この町には148人の61世帯、42家族が暮らしている。人口密度は1平方キロあたり65.7人で、平方マイルに換算すると170.4人となる。住居数は63軒で、1平方キロあたりに28.0軒（1平方マイルあたりでは72.5軒）が建っている計算になる。住民のうち白人が96.62%、アフリカ系が3.38%を占め、ヒスパニック（ラテン系）は0.68%である。
61世帯のうち23.0%は18歳以下の子供と暮らしており、59.0%は夫婦で生活している。6.6%は未婚の女性が世帯主であり、31.1%は家族以外の住人と同居している。24.6%の世帯が単身で、6.6%を独居老人が占める。1世帯あたりの平均構成人数は2.43人、家庭の構成人数は2.98人である。
住民のうち23.6%が18歳以下の未成年、12.2%が18歳以上24歳以下、21.6%が25歳以上44歳以下、31.1%が45歳以上64歳以下、11.5%が65歳以上となっており、平均年齢は38歳である。女性100人に対し男性が117.6人いる一方、18歳以上の女性100人ごとに対しては109.3人いる。
一世帯あたりの平均収入は5万2222米ドルで、家族あたりでは5万2292米ドルである。男性の平均収入は4万1875米ドル、女性の平均収入は2万4688米ドルで、労働者でない人々も含めた住民一人当たりの収入は2万115米ドルとなる。総人口の8.9%、家族の12.2%、18歳以下の子どもの12.8%、および64歳以上の老人の16.7%は貧困線以下の収入で生計を立てている。